# Jean-Pierre Sartin
Pour les articles homonymes, voir Sartin.
Jean-Pierre Sartin, né le 14 avril 1917 à Besançon et mort dans la même ville le 16 février 1993, est un militaire et résistant français, Compagnon de la Libération. 

## Biographie

### Jeunesse et engagement
Fils de maçon et benjamin d'une fratrie de dix enfants, Jean-Pierre Sartin naît le 14 avril 1917 à Besançon, dans le Doubs,. Après sa scolarité, il décide de s'engager dans l'armée en 1936 et suit les cours de l'école d'application des chars de combat à Versailles de 1937 à 1938. Promu aspirant à sa sortie de l'école en avril 1938 puis sous-lieutenant en octobre suivant, il est entretemps mobilisé et affecté au commandement d'une section du 12e bataillon de chars de combat.

### Seconde Guerre mondiale
En janvier 1940, il quitte les chars pour passer un brevet d'observateur en avion à Dinard,. Son unité devant se replier face à l'avancée des troupes allemandes, il se retrouve à Pau où en juin il entend l'annonce du maréchal Pétain d'une demande d'armistice,. Refusant cette idée, il s'enfuit vers Saint-Jean-de-Luz où il embarque en direction de l'Angleterre,. Débarqué à Plymouth le 23 juin 1940, il s'engage immédiatement dans les forces françaises libres et, après une période de formation et d'entraînement, est promu lieutenant le 1er août.
Affecté à la 1re compagnie autonome de chars de combat, il prend part à l'expédition de Dakar en septembre 1940, puis à la campagne du Gabon en octobre et novembre suivants,. En juin 1941, il est muté à la 13e demi-brigade de Légion étrangère (13e DBLE) et participe avec elle à la campagne de Syrie au cours de laquelle il est blessé, le 16 juin 1941, à Djailet Artouz près de Damas. Après sa convalesence, il retrouve la 13e BDLE en janvier 1942 en Libye pendant la guerre du désert. Chef d'un peloton de canons, il participe à la bataille de Bir Hakeim en mai et juin 1942 et s'y distingue par l'intensité et la précision de ses tirs qui permettent la destruction de trois chars, quatre camions, deux canons et de nombreux soldats ennemis,. Le 4 novembre de la même année, au cours de la seconde bataille d'El Alamein, il est blessé une seconde fois par l'explosion d'une mine. Après avoir pris part à la campagne de Tunisie, il est promu capitaine puis participe à la campagne d'Italie à l'été 1944 et subi une troisième blessure, trois ans jour pour jour après la première. Après le débarquement de Provence en août 1944 et les combat de libération de la France jusqu'en octobre, il est affecté comme chef d'état-major du 24e régiment d'infanterie (24e RI) du colonel Bablon, unité subordonnée à la 10e division d'infanterie du général Billotte. Après avoir participé à la bataille d'Alsace dans les secteurs de Moosch et la vallée de Munster, Jean-Pierre Sertin et son régiment sont déplacées à Thouars où ils gèrent l'intégration des FFI dans l'armée régulière. Ils y restent jusqu'à la fin de la guerre.

### Après-Guerre
Toujours au sein du 24e RI, Jean-Pierre Sartin participe à l'occupation de l'Allemagne de 1945 à 1950, avec un bref séjour en Grèce en tant qu'observateur de l'ONU pour les élections de 1946. Retrouvant l'Afrique à l'issue de son séjour en Allemagne, il est officier des affaires sahariennes de 1950 à 1957 avant de prendre le commandement du 1er bataillon du 1er régiment de tirailleurs marocains en 1958 puis du 2e bataillon du 2e régiment d'infanterie pendant la guerre d'Algérie. De retour en France, il devient officier d'état-major de la 8e région militaire ) Lyon de 1960 jusqu'à son départ de l'armée en 1961. Dans le civil, il fait carrière dans le secteur du bâtiment et prend sa retraite en 1972.
Jean-Pierre Sartin meurt le 16 février 1993 dans sa ville natale de Besançon. Crématisé, ses cendres sont dispersées dans le jardin du souvenir du Cimetière de Saint-Claude.

## Décorations
|  |  |  |
|  |  |  |
|  |  |  |
|  |  |  |

| Officier de la Légion d'Honneur                                               | Officier de la Légion d'Honneur                                               | Officier de la Légion d'Honneur                                               | Compagnon de la Libération Par décret du 9 septembre 1942                                                                       | Compagnon de la Libération Par décret du 9 septembre 1942                                                                       | Compagnon de la Libération Par décret du 9 septembre 1942                                                                       | Croix de guerre 1939-1945                                            | Croix de guerre 1939-1945                                            | Croix de guerre 1939-1945                                            |
| Croix de la Valeur militaire                                                  | Croix de la Valeur militaire                                                  | Croix de la Valeur militaire                                                  | Médaille des blessés de guerre                                                                                                  | Médaille des blessés de guerre                                                                                                  | Médaille des blessés de guerre                                                                                                  | Chevalier de l'Ordre du Mérite agricole                              | Chevalier de l'Ordre du Mérite agricole                              | Chevalier de l'Ordre du Mérite agricole                              |
| Médaille coloniale Avec agrafes "Libye", "Bir Hakeim 1942" et "Tunisie 42-43" | Médaille coloniale Avec agrafes "Libye", "Bir Hakeim 1942" et "Tunisie 42-43" | Médaille coloniale Avec agrafes "Libye", "Bir Hakeim 1942" et "Tunisie 42-43" | Médaille commémorative française de la guerre 1939-1945 Avec agrafes "Afrique", "Italie", "France", "Libération" et "Allemagne" | Médaille commémorative française de la guerre 1939-1945 Avec agrafes "Afrique", "Italie", "France", "Libération" et "Allemagne" | Médaille commémorative française de la guerre 1939-1945 Avec agrafes "Afrique", "Italie", "France", "Libération" et "Allemagne" | Médaille commémorative des services volontaires dans la France libre | Médaille commémorative des services volontaires dans la France libre | Médaille commémorative des services volontaires dans la France libre |
| Médaille commémorative de la campagne d'Italie                                | Médaille commémorative de la campagne d'Italie                                | Médaille commémorative de la campagne d'Italie                                | Médaille commémorative des opérations de sécurité et de maintien de l'ordre Avec agrafe "Algérie"                               | Médaille commémorative des opérations de sécurité et de maintien de l'ordre Avec agrafe "Algérie"                               | Médaille commémorative des opérations de sécurité et de maintien de l'ordre Avec agrafe "Algérie"                               | Chevalier du Nichan el Anouar                                        | Chevalier du Nichan el Anouar                                        | Chevalier du Nichan el Anouar                                        |